# Écholocalisation

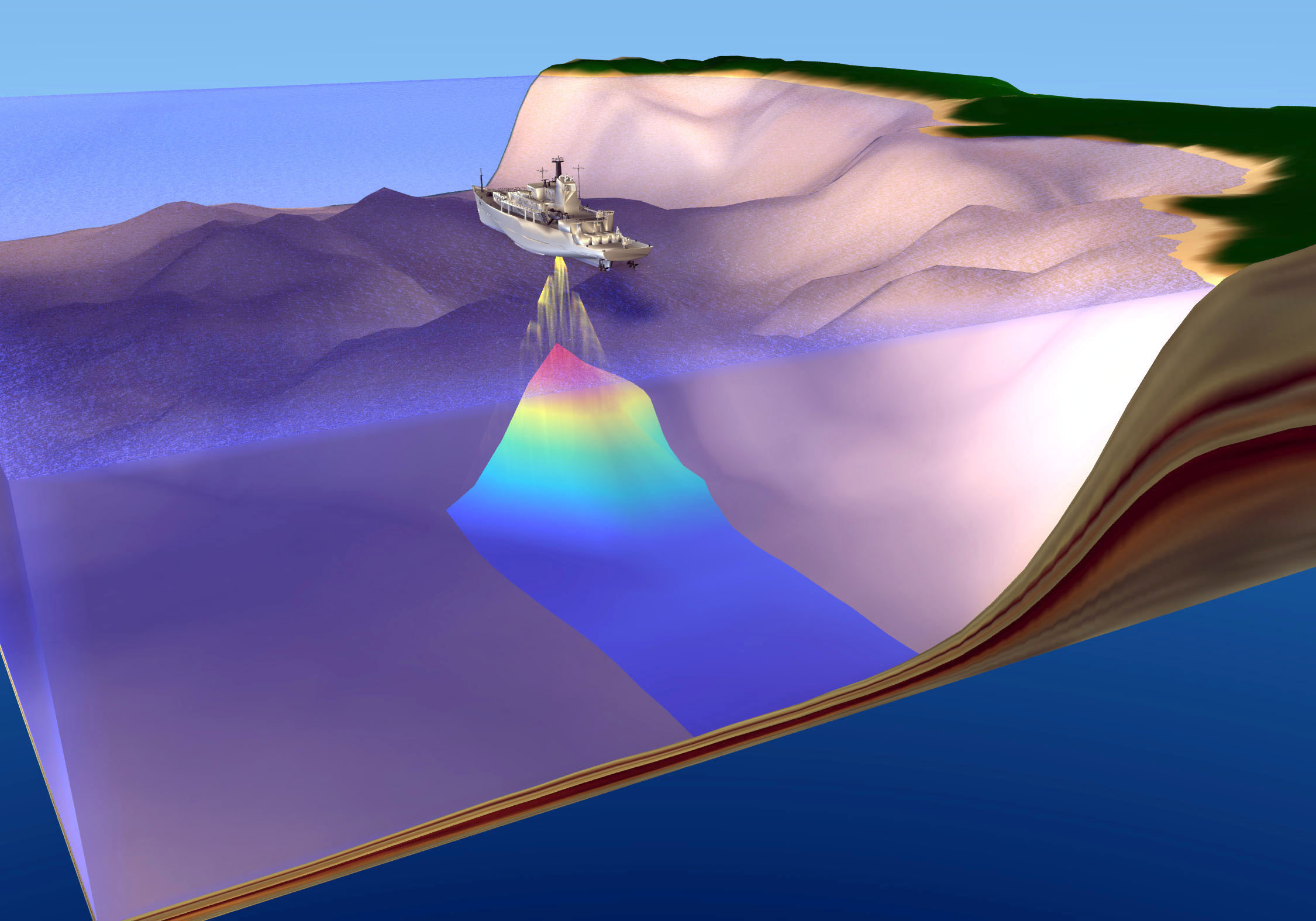
Principe de cartographie bathymétrique par échosondeur.

Pour l'équivalent utilisant les ondes électromagnétiques, voir Radar.
L'écholocalisation, ou écholocation (anglicisme), consiste à envoyer des sons et à écouter leur écho pour localiser, et dans une moindre mesure identifier, les éléments d'un environnement. Elle est utilisée par certains animaux, notamment des chauves-souris et des cétacés, et artificiellement avec le sonar. Ces animaux ont en commun une protéine particulière, la prestine.

## Écholocalisation animale

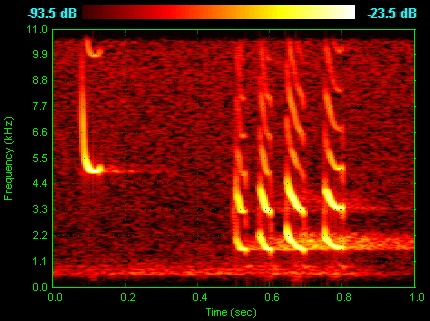
Sonagramme des vocalisations de Pipistrellus.

Le naturaliste italien Lazzaro Spallanzani publie en 1794 ses travaux sur les chauves-souris : il ferme leurs yeux avec des boules de glu ou les brûle avec des aiguilles chauffées au rouge, mais elles continuent à se déplacer facilement. Il montre ainsi qu'elles voient par leurs oreilles. Les premières expériences de détection par radars ayant lieu dans les années 1920 conduisent certains naturalistes à faire l'analogie du système de localisation des obstacles des chauves-souris avec ce mode de détection. Le zoologiste Donald Griffin, travaillant avec le neuroscientifique Robert Galambos sur ces systèmes de localisation depuis les années 1930, invente le terme echolocation dans un article scientifique publié en 1944 dans lequel il explique que les radars utiliseraient — il ne connaît pas exactement leur fonctionnement couvert par le secret militaire — des ondes électromagnétiques comme les personnes aveugles qui localisent les objets par l'écho de leurs pas, de leurs cannes ou comme les chauves-souris qui utilisent des ondes ultra-sonores. 

Représentation animée de l'écholocalisation chez le grand dauphin.

Ce système est connu pour être utilisé par les chauves-souris (plus particulièrement les microchiroptères), les cétacés (dauphins, orques...), des musaraignes, le Tarsier des Philippines et quelques espèces d'oiseaux de la famille des apodidae (salanganes) ou le guacharo des cavernes.
Il permet à ces animaux de localiser les éléments de leur environnement (obstacles, parois de grottes ou autres cavités) et repérer leur nourriture (exemple : fleurs ou feuilles de plantes réfléchissant l'écho des ultrasons de chauves-souris nectarivores) ou leurs proies des milieux où la vue est inefficace à cause du manque de lumière (nuit, grotte, profondeur marine, turbidité de l'eau). Certains papillons de nuit, notamment les Arctiinae, ont acquis des organes tympaniques qui détectent les ultrasons des chauves-souris insectivores. Pour fuir leur prédateur, ils peuvent émettre eux-mêmes des ultrasons pour brouiller le radar des chauves-souris, comme le font certains criquets et coléoptères, ou émettre des clics ultrasoniques aposématiques.
Les marsouins de la famille Phocoenidae émettent des ultrasons singuliers pour échapper à leurs plus grands prédateurs : les orques. En effet, leur fréquence ultrasonique ne descend jamais en dessous de 100 kHz et reste donc inaudible pour les orques, dont la capacité auditive ne dépasse pas 100 kHz. C'est la pression de la prédation qui a permis aux marsouins de faire évoluer leur technique d'écholocalisation.
Suivant les animaux, la plage de fréquence peut être extrêmement étendue : entre 250  et   220 000 hertz pour les dauphins. Au sein d'un même groupe, chaque animal utilise une gamme de sons qui lui est personnelle, ce qui lui permet d'écouter ses propres émissions sans être perturbé par celles de ses congénères.[Passage contradictoire]
La précision de l'utilisation de cette technique chez les dauphins dépasse de loin les moyens les plus modernes du début du XXIe siècle.[réf. nécessaire]

## Écholocalisation humaine
Certaines personnes aveugles utilisent l'écholocalisation afin de localiser des obstacles. L'enseignement de l'écholocalisation humaine a été formalisée par Daniel Kish, fondateur de l'organisation non-gouvernementale World Access For The Blind. L'écholocalisation permet de reconnaitre un lieu sous différents angles acoustiques, offrant une remarquable autonomie aux personnes qui la pratiquent. Elle peut-être spontanément développée par les jeunes enfants aveugle. L'écholocalisation humaine n’implique aucun appareillage, mais ne remplace pas la canne blanche. De manière insoupçonnée, elle est accessible aux personnes qui voient, même lorsque leur audiogramme est médiocre. Selon Boris Nordmann qui revendique une forme d'aveuglement volontaire, il est nécessaire de ne pas voir, non-seulement pour l'apprendre, mais aussi pour l'enseigner. Il est probable qu'une forme d'écholocalisation humaine ait été employée dès le Paléolithique par les auteurs des peintures rupestres. L'utilisation de l'ouïe par les aveugles est notée par Denis Diderot dans sa Lettre sur les aveugles à l'usage de ceux qui voient en 1749. Les premières expériences scientifiques sur le sujet débutent vraiment en 1944 avec les travaux de Michael Supa et de son équipe qui confirme que c'est bien l'écho des sons qu'ils émettent qui permet à des personnes aveugles de déterminer la distance de certains obstacles.

## Écholocalisation artificielle, biomimétique
L'étude du traitement du signal d'écholocation par le cerveau des cétacés et des chauves-souris par les neurosciences a notamment permis de mieux comprendre comment les animaux différencient des objets d'intérêt dans un environnement et un arrière-plan complexes, via les échos qu'ils reçoivent (par l'ouïe) et un processus dit « temporal binding ». 
Ces mécanismes pourraient « conduire à des technologies sonar et radar intelligents » selon un article paru dans le Journal of Experimental Biology ;
Plusieurs projets visent à reproduire le système d'écholocalisation utilisé par les chauves-souris. C'est ainsi qu'est créé le "Bat-Bot", au sein du projet CIRCE de l'Information Society Technologies (IST).

## Analyse technique
L'écholocalisation permet de déterminer la distance de l'obstacle, par la durée écoulée entre l'émission du son et la perception de l'écho. L'émetteur muni de deux oreilles mesure l'écart entre les deux réceptions et en déduit la direction de la cible.
L'écholocalisation renseigne sur sa taille, par l'intensité de l'écho (plus la cible est petite, moins elle réfléchit de son) et la durée de l'écho (une grande cible ne produit pas un écho bien net, mais un écho plus long au fur et à mesure de la réception en provenance des parties de plus en plus éloignées de la cible).
Par mesure du décalage Doppler, elle renseigne aussi sur la vitesse radiale relative de la cible par rapport à l'émetteur.
Enfin, chaque type de cible déforme l'écho de façon caractéristique, ce qui permet à l'émetteur d'en déterminer la nature ; les battements d'ailes des insectes, notamment, signent leur présence dans l'écho.
Selon l'utilisation, ce ne sont pas les mêmes types de cris qui sont utilisés, et notamment pas les mêmes fréquences.

### Limites
L'écholocalisation est limitée de plusieurs façons :  
1. elle nécessite la réception et le traitement d'échos de faible intensité. Ceci implique un appareil auditif perfectionné (d'où les oreilles très grandes des chauves-souris) et un appareil neurologique adapté. En outre, pour recevoir un écho de loin, l'émetteur doit produire des cris intenses, susceptibles d'endommager son propre appareil auditif s'il ne dispose pas de protection.
2. La cible peut percevoir les sons ou ultrasons émis par un prédateur pour la repérer, et alors réagir par des manœuvres évasives.
3. Enfin, chez les animaux vivant en groupes denses (chauve-souris et dauphins parfois), l'émission et la réception de leurs signaux pourraient être brouillés par ceux de leurs congénères.[Passage contradictoire][réf. nécessaire]
4. Au cours de l'évolution, certaines proies (Grand paon de nuit par exemple) ont appris à émettre des clics ultrasoniques qui pourraient brouiller l'écholocation ; et certains insectes toxiques, les Arctiinae (également dotés de couleurs voyantes supposées montrer leur dangerosité) se signalent aux chauve-souris par un "avertissement" ultrasonore quand ils perçoivent leur approche[14].  Les jeunes chauve-souris apprennent ainsi rapidement à éviter ce type de proies[14]. Chez les papillons, l'émetteur de ces clics est un organe spécialisé généralement situé à la pointe des organes génitaux[14]. Des vidéos tournées à haute vitesse ont montré que l'ablation de l'organe du papillon émettant les clics d'alerte le rend à nouveau vulnérable aux captures par les chiroptères. Dans ce dernier cas, le signal ne semble pas brouiller la détection par le prédateur, il est simplement reconnu par la chauve-souris qui alors évite la cible[14]. Selon des données récentes (publication 2016), cette capacité serait apparue au moins trois fois chez les sphinx et environ une douzaine de fois chez d'autres familles de papillons de nuit[14].
5. Les grandes surfaces réfléchissantes verticales sont des pièges sensoriels qui peuvent tromper les chauves-souris qui les confondent avec des voies ouvertes et entrent en collision avec ces obstacles. En 2017, Greif et al. ont montré que les chauves-souris qu’on pensait protégées par leurs capacités d’écholocation semblent percevoir des surfaces verticales très lisses comme des zones ouvertes. Ce défaut de perception occasionne des collisions lors desquelles les chauve-souris peuvent se blesser (sur 21 chauve souris filmées dans un couloir de vol où a été placée une surface lisse verticale, 19 ont heurté cette surface sans la percevoir assez tôt, alors que tous les autres obstacles de leur environnement étaient facilement évités par toutes les individus observés[15]) ; il reste à étudier le cas des vitres ou parois métalliques lisses verticales urbaines et à voir si les chauve-souris ont trouvé des parades ou des apprentissages)[16],[17].

## Sources
- Yves Tupinier, L'univers acoustique des chiroptères d'Europe, Lyon, Société linnéenne de Lyon, 1996, 132 p. (ISBN 978-2-9505514-7-4)
- Michel Barataud, Ballades dans l'inaudible identification acoustique des chauves-souris de France, Mens, France, Ed. Sittelle, 2001, 51 p. (ISBN 978-2-908815-05-4)
- (en) résumé Flying in silence: Echolocating bats cease vocalizing to avoid sonar jamming